# Барашевлаг
Барашевський ВТТ та Промкомбінат ГУЛАГу (Барашевлаг) — виправно-трудовий табір системи ГУЛАГ з центром в поселенні Явас Зубово-Полянського району Республіки Мордовія. Організований 26.05.53 з табірних підрозділів Дубравлагу;
закритий 15.03.54 (переданий в Дубравлаг).

## Історія
Назва пов'язана з належністю багатьох земель Темниковського повіту служивим татарам Барашевим на південно-східному кордоні Російської держави. Мордовські табори були вибрані для політичних в'язнів.
У 1972, після створення на Уралі пермських політичних таборів, туди етапували значну частину політичних в'язнів Дубравлагу, який таким чином утратив своє унікальне значення. Однак кілька мордовських зон продовжували функціонувати як «політичні» (до серпня 1976 — табір № 17-А у сел. Озерний, мовою мокша — Умор, Зубово-Полянського р-ну; аж до 1986–1987 — табори суворого режиму ЖХ-385-3/5 з єдиним в СРСР жіночим відділенням 3/4 в сел. Барашево та № 19 у сел. Лєсной Теньгушовського р-ну; до березня 1980 — табір особливого режиму № 1 у сел. Сосновка Зубово-Полянського р-ну. Останні політичні в'язні були звільнені з Мордовських таборів у роки горбачовської перебудови.

## Виконувані роботи
- роботи на Промисловому комбінаті ГУЛАГу: обслуговування заводів № 4, 5, 7 (деревообробка, виробництво меблів), металообробка,
- виробництво цегли, вапна і черепиці, швейні фабрики № 1, 3, 6,
- капітальне будівництво, лісо- і торфозаготівля